# Anchiphiloscia uncinata
Anchiphiloscia uncinata là một loài chân đều trong họ Philosciidae. Loài này được Ferrara miêu tả khoa học năm 1974.